# Mimosa polycephala
Mimosa polycephala är en ärtväxtart som beskrevs av George Bentham. Mimosa polycephala ingår i släktet mimosor, och familjen ärtväxter. Inga underarter finns listade i Catalogue of Life.